# Vysoká Pec (district de Chomutov)
Pour les articles homonymes, voir Vysoká et Vysoká Pec.
Vysoká Pec (en allemand : Hohenofen) est une commune du district de Chomutov, dans la région d'Ústí nad Labem, en Tchéquie. Sa population s'élevait à 1 086 habitants en 2021.

## Géographie
Vysoká Pec se trouve à 8 km au nord-est de Chomutov, à 45 km au sud-ouest d'Ústí nad Labem et à 85 km au nord-ouest de Prague.
La commune est limitée par Nová Ves v Horách au nord, par Horní Jiřetín et Most à l'est, par Hrušovany au sud-est, par Vrskmaň au sud et par Jirkov et Boleboř à l'ouest.

## Histoire
La première mention écrite du village de Vysoká Pec remonte à 1693.

## Galerie

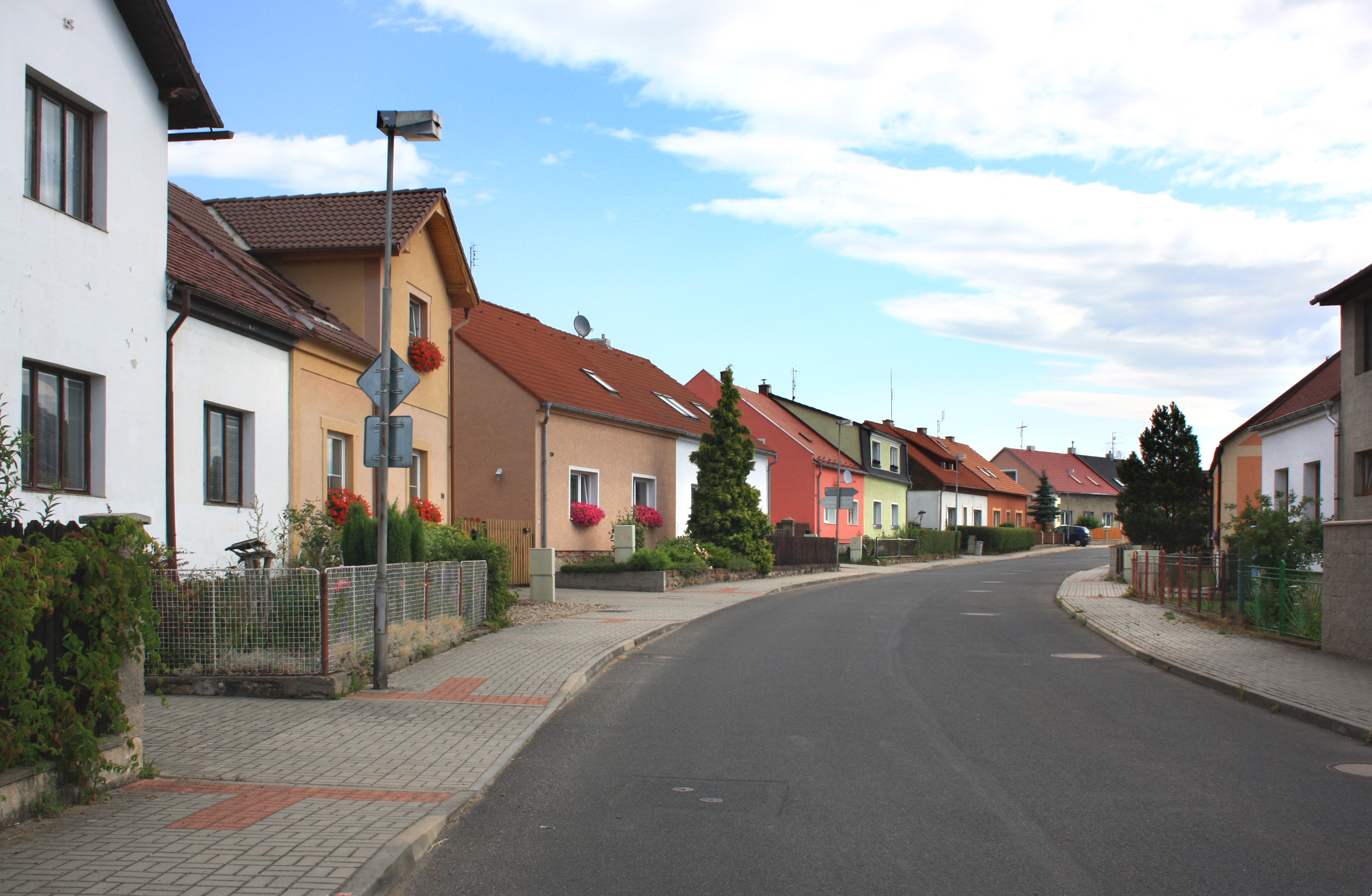
Vysoká Pec : rue Jirkovská.
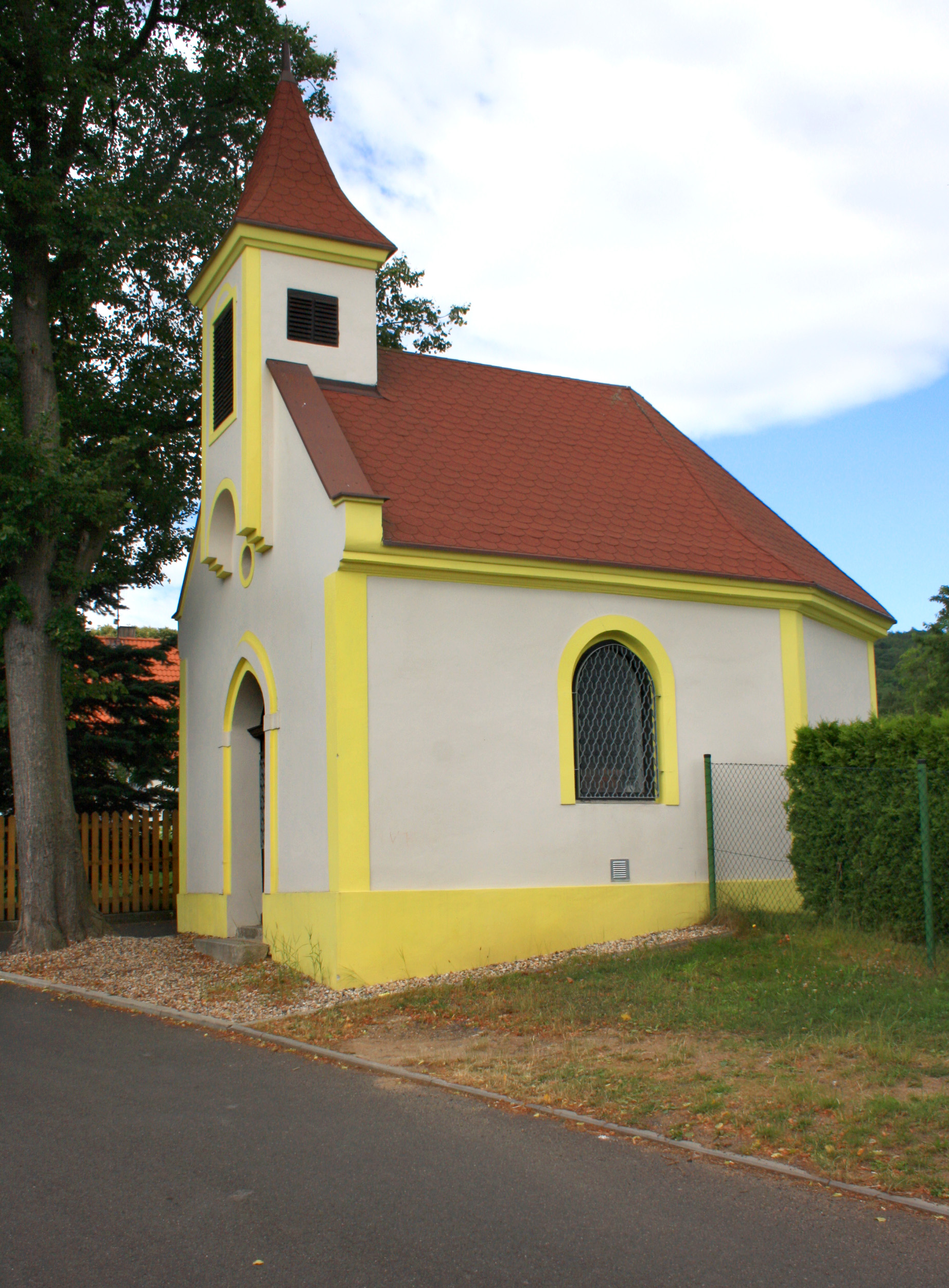
Vysoká Pec : chapelle.

## Transports
Par la route, Vysoká Pec se trouve à 11 km de Chomutov, à 59 km d'Ústí nad Labem et à 100 km de Prague.